# Уендъл Стенли
 Уендъл Мередит Стенли (на английски: Wendell Meredith Stanley) е американски биохимик и вирусолог, лауреат на Нобелова награда за химия от 1946 г. заедно с Джеймс Съмнър и Джон Хауърд Нортроп.

## Биография
Стенли е роден в Риджвил (Индиана) на 16 август 1904 г. Завършва бакалавърска степен по химия в Ърлхам колидж в Ричмънд (Индиана). След това се записва да учи в университета на Илинойс в Ърбана-Шампейн, който завършва през 1927 г. с магистратура по науки. Две години по-късно защитава докторската си дисертация по химия пак там. През 1929 г. Стенли се жени за Мариан Стейпълс, от която има три дъщери и един син.
Като член на Националния изследователски институт, той временно се премества за академичната си работа съвместно с Хайнрих Виланд в Мюнхен, преди да се завърне в САЩ през 1931 г. След като се завръща, той е приет за асистент в Рокфелеровия институт за медицински изследвания. Той работи в института до 1948 г., след като става негов пълноправен член през 1940 г. През 1948 г. става професор по биохимия към Калифорнийския университет, Бъркли и създава лаборатория за вируси и самостоятелна сграда на департамента по биохимия.
Стенли допринася по лепрацидните съединения, дифениловата стереохимия и химията на стеролите. Неговите изследвания върху вируса, причиняващ мозаeчно заболяване по тютюневите растения, довеждат до изолирането на нуклеопротеин, който проявява активност на тютюнев мозаечен вирус.
Уендъл Стенли е награден с Нобелова награда за химия през 1946 г. Сред другите му значими награди са: награда Уилърд Гибс, медал Франклин, медал Розенбургер, награда Алдер, награда Скот и награда за научно постижение на Американската медицинска асоциация. Той получава и почетни степени в много университети, както в САЩ, така и в чужбина: Харвард, Йейл, Принстън и Париж. Повечето от изводите, които Стенли представя в работата си, спечелила му Нобеловата награда, впоследствие се оказа, че са неверни (в частност, че кристалите на мозаeчния вирус, които е изолирал, са чист протеин и са съединени от автокатализа). През 1966 г. Стенли е награден с Орден на изгряващото слънце, втори клас.
В по-късните си години служи в съветите на много академични, медицински и други научни дружества, както и като консултант и съветник към правителството на САЩ и Световната здравна организация. Умира на 15 юни 1971 г. от сърдечен удар, докато пътува в Саламанка, Испания, дни след като е представил труда си на научна конференция в Барселона.